# Марина ди Васто (Кјети)
Марина ди Васто (итал. Marina di Vasto) је насеље у Италији у округу Кјети, региону Абруцо.
Према процени из 2011. у насељу је живело 2489 становника. Насеље се налази на надморској висини од 7 м.